# Malakabad
Malakābād (farsi ملک‌آباد) è una città dello shahrestān di Mashhad, circoscrizione di Ahmadabad, nella provincia del Razavi Khorasan in Iran. Aveva, nel 2006, una popolazione di 1.161 abitanti. Si trova a sud di Mashhad.